# Lecanora novomexicana
Lecanora novomexicana är en lavart som beskrevs av Hugo Magnusson.. Lecanora novomexicana ingår i släktet Lecanora,  och familjen Lecanoraceae.   Inga underarter finns listade.